# Tropischer Sturm Alpha
Der Tropische Wirbelsturm mit dem Namen Alpha entstand am 22. Oktober 2005 in der Karibik. Da im Jahr 2005 bereits alle 21 Namen der Namensliste für die Benennung von Tropischen Stürmen und Hurrikans verbraucht war, musste zum ersten Mal in der Geschichte der atlantischen Wirbelstürme auf das griechische Alphabet zurückgegriffen werden.
Alpha richtete zwar nur wenige Schäden in Hispaniola und auf den Bahamas an, doch starben durch die Auswirkungen des Sturmes in Haiti siebzehn und in der Dominikanischen Republik neun Personen. Durch Sturzfluten und Murenabgänge wurden in Haiti mindestens vierhundert Häuser beschädigt oder zerstört.

## Verlauf

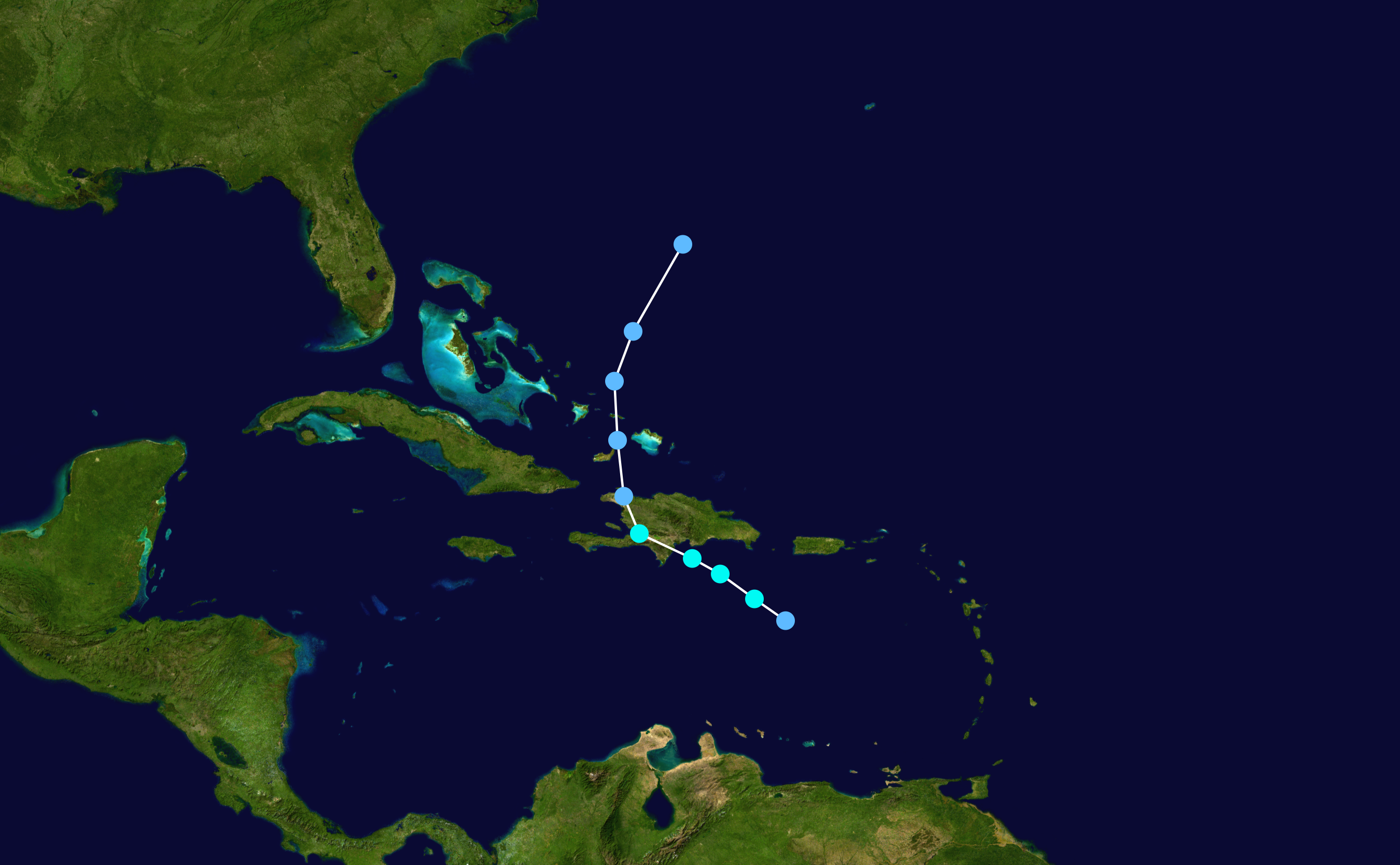
Zugbahn des Sturms

Alphas Ursprünge liegen in einer tropischen Welle, die sich am 20. Oktober in der Nähe der Windward Islands gebildet hatte (tropisches Tiefdruckgebiet Fünfundzwanzig). Satellitenbilder deuteten darauf hin, dass sich in der Nähe von Barbados ein mit der Welle assoziiertes Tiefdruckzentrum mit zunehmender konvektiver Aktivität bildete. In einem Gebiet mit gering Windscherung nahm die Konvektion zu, und die Daten des Doppler-Radars von Puerto Rico ergaben ein gutdefiniertes Zirkulationszentrum. Am 22. Oktober entwickelte das Tiefdruckgebiet tropische Eigenschaften und wurde südlich von Hispaniola als Tropisches Tiefdruckgebiet 25 klassifiziert. Kurz darauf ließen Satellitenbilder darauf schließen, dass eine geschlossene Zirkulation entstanden war und die verbundene Konvektion mit der Ausbildung von Regenbändern begonnen hatte.
Am Abend des 22. Oktober verstärkte sich das System in einen Tropensturm und erhielt deswegen den Namen Alpha. Alpha bewegte sich am südwestlichen Rand eines subtropischen Rückens west-nordwestwärts. Doppler-Radar-Daten aus Puerto Rico ließen darauf schließen, dass sich ein eyewallähnliches Merkmal gebildet hatte. Durch die Nähe von Hurrikan Wilmas großer Zirkulation erfuhr Alpha reichlich nach Süden gerichtete Ausströmung. Alpha mit seiner kleinen Zirkulation gelangte dann über das gebirgige Gelände Hispaniolas, weswegen die Meteorologen davon ausgingen, dass sich der Sturm schon bald auflösen würde. Am 23. Oktober erreichte das System mit Windgeschwindigkeiten von bis etwa 85 km/h und Böen-Spitzen um 100 km/h seine größte Stärke, und schon kurz darauf nahmen die Windgeschwindigkeiten wieder ab. Durch den Einfluss der Insel blieben zwar die konvektiven Bandstrukturen erhalten, doch das bodennahe Zirkulationszentrum wurde ziemlich gestört, sodass dieses schwierig zu lokalisieren war.
Spät am 23. Oktober erreichte Alpha nahe der Stadt Barahona in der Dominikanischen Republik Land mit andauernden einminütigen Windgeschwindigkeiten von 80 km/h. Danach verlor der Sturm sehr schnell an Intensität und wegen der vorhandenen Ausströmung durch Hurrikan Wilma war es problematisch zu entscheiden, ob überhaupt noch eine geschlossene Zirkulation vorhanden war. Satellitenaufnahmen zeigten jedoch, dass sich nördlich von Hispaniola über Wasser ein neues Zirkulationszentrum gebildet hatte. Früh am nächsten Tag wurde der Sturm zu einem tropischen Tiefdruckgebiet abgestuft, das sich nun wieder vollständig über offenem Wasser befand. Das System bildete schon bald ein länglich ausgewalztes Zirkulationszentrum, was ein Zeichen für die Abschwächung war. Am 24. Oktober hatte sich die bodennahe Zirkulation vollständig aufgelöst, und nur ein kleiner Teil der konvektiven Aktivität blieb erhalten, sodass das National Hurricane Center die letzte Warnung zu dem Resttief Alpha ausgab. Dieses Resttief wurde am 25. Oktober durch Wilmas Zirkulation absorbiert.

## Name und Rekorde
Da nach Hurrikan Wilma alle vorherbestimmten Namen aufgebraucht waren, wurde zum ersten Mal ein griechischer Buchstabe zur Benennung eines tropischen Sturms herangezogen. Allerdings war Alpha bereits in der atlantischen Hurrikansaison 1972 für einen subtropischen Sturm verwendet worden.
Während des operativen Betriebes ging man davon aus, dass Alpha der 22. Sturm der Saison und somit der Sturm war, der den bis dato geltenden Rekord für die meisten Stürme in einer atlantischen Hurrikansaison gebrochen hat. Dieser war in der Hurrikansaison 1933 aufgestellt worden. In der Nachanalyse stellte sich heraus, dass sich am 4. Oktober 2005 ein zuvor unbeachteter subtropischer Sturm gebildet hatte, wodurch Alpha tatsächlich der 23. Sturm der Saison war.
In diesem Jahr ging die Serie noch mit fünf weiteren (ebenfalls griechisch benannten) Stürmen weiter und endete erst mit Zeta (29. Dezember).